# Marco Schneuwly
Marco Schneuwly (Wünnewil-Flamatt, 27 marzo 1985) è un ex calciatore svizzero, di ruolo attaccante.

## Carriera
Il 23 gennaio 2012 viene annunciato il suo trasferimento al Thun, squadra in cui militava anche suo fratello Christian. I due fratelli a tratti hanno giocato insieme pure nelle file degli Young Boys e del Lucerna.

## Statistiche

### Presenze e reti nei club
Statistiche aggiornate al 7 luglio 2017.
| Stagione          | Squadra           | Campionato        | Campionato | Campionato | Coppe nazionali | Coppe nazionali | Coppe nazionali | Coppe europee | Coppe europee | Coppe europee | Altre coppe | Altre coppe | Altre coppe | Totale | Totale |
| Stagione          | Squadra           | Comp              | Pres       | Reti       | Comp            | Pres            | Reti            | Comp          | Pres          | Reti          | Comp        | Pres        | Reti        | Pres   | Reti   |
| ----------------- | ----------------- | ----------------- | ---------- | ---------- | --------------- | --------------- | --------------- | ------------- | ------------- | ------------- | ----------- | ----------- | ----------- | ------ | ------ |
| 2004-2005         | Young Boys        | SL                | 4          | 0          | CS              | 0               | 0               | -             | -             | -             | -           | -           | -           | 4      | 0      |
| 2005-gen. 2006    | Young Boys        | SL                | 11         | 1          | CS              | 1               | 0               | CI            | 2             | 0             | -           | -           | -           | 14     | 1      |
| gen.-giu. 2006    | Sion              | CL                | 14         | 3          | CS              | 0               | 0               | -             | -             | -             | -           | -           | -           | 14     | 3      |
| 2006-2007         | Kriens            | CL                | 32         | 9          | CS              | 2               | 3               | -             | -             | -             | -           | -           | -           | 34     | 12     |
| 2007-2008         | Young Boys        | SL                | 30         | 2          | CS              | 3               | 1               | CU            | 3             | 1             | -           | -           | -           | 36     | 4      |
| 2008-2009         | Young Boys        | SL                | 32         | 9          | CS              | 4               | 0               | CU            | 4             | 4             | -           | -           | -           | 40     | 13     |
| 2009-2010         | Young Boys        | SL                | 16         | 5          | CS              | 3               | 1               | UEL           | 2             | 0             | -           | -           | -           | 21     | 6      |
| 2010-2011         | Young Boys        | SL                | 18         | 2          | CS              | 3               | 3               | UCL+UEL       | 2+4           | 0             | -           | -           | -           | 27     | 5      |
| 2011-gen. 2012    | Young Boys        | SL                | 8          | 1          | CS              | 3               | 3               | UEL           | 2             | 1             | -           | -           | -           | 13     | 5      |
| Totale Young Boys | Totale Young Boys | Totale Young Boys | 119        | 20         |                 | 17              | 8               |               | 19            | 6             |             | -           | -           | 155    | 34     |
| gen.-giu. 2012    | Thun              | SL                | 14         | 6          | CS              | -               | -               | -             | -             | -             | -           | -           | -           | 14     | 6      |
| 2012-2013         | Thun              | SL                | 34         | 13         | CS              | 4               | 4               | -             | -             | -             | -           | -           | -           | 38     | 17     |
| 2013-2014         | Thun              | SL                | 31         | 10         | CS              | 3               | 0               | UEL           | 12            | 2             | -           | -           | -           | 46     | 12     |
| Totale Thun       | Totale Thun       | Totale Thun       | 79         | 29         |                 | 7               | 4               |               | 12            | 2             |             | -           | -           | 98     | 35     |
| 2014-2015         | Lucerna           | SL                | 36         | 17         | CS              | 3               | 6               | UEL           | 2             | 2             | -           | -           | -           | 41     | 25     |
| 2015-2016         | Lucerna           | SL                | 35         | 16         | CS              | 5               | 6               | -             | -             | -             | -           | -           | -           | 40     | 22     |
| 2016-2017         | Lucerna           | SL                | 33         | 14         | CS              | 5               | 7               | UEL           | 2             | 1             | -           | -           | -           | 40     | 22     |
| Totale Lucerna    | Totale Lucerna    | Totale Lucerna    | 104        | 47         |                 | 13              | 19              |               | 4             | 3             |             | -           | -           | 121    | 69     |
| 2017-2018         | Sion              | SL                | 32         | 7          | CS              | 0               | 0               | UEL           | 2             | 0             | -           | -           | -           | 34     | 7      |
| Totale Sion       | Totale Sion       | Totale Sion       | 46         | 10         |                 | 0               | 0               |               | 2             | 0             |             | -           | -           | 48     | 10     |
| 2018-2019         | Aarau             | CL                | 29+1       | 4+0        | CS              | 0               | 0               | -             | -             | -             | -           | -           | -           | 30     | 4      |
| 2019-2020         | Aarau             | CL                | 29         | 8          | CS              | 0               | 0               | -             | -             | -             | -           | -           | -           | 29     | 8      |
| Totale Aarau      | Totale Aarau      | Totale Aarau      | 58+1       | 12+0       |                 | 0               | 0               |               | -             | -             |             | -           | -           | 59     | 12     |
| Totale carriera   | Totale carriera   | Totale carriera   | 439        | 127        |                 | 39              | 34              |               | 37            | 11            |             | -           | -           | 515    | 172    |